# Обертсгаузен
Обертсгаузен (нім. Obertshausen) — громада в Німеччині, знаходиться в землі Гессен. Підпорядковується адміністративному округу Дармштадт. Входить до складу району Оффенбах.
Площа — 13,62 км2. Населення становить 24 977 ос. (станом на 31 грудня 2020).